# Enmenanna
Enmenanna (vers 2 200 avant l'ère commune) est une princesse et prêtresse de Mésopotamie. Fille du roi Naram-Sin, elle occupe le grand sacerdoce de Sîn, dieu de la lune. Elle succède à Enheduanna dans cette fonction.